# Serranillos
Serranillos é um município da Espanha na província de Ávila, comunidade autónoma de Castela e Leão, de área 20,74 km² com população de 318 habitantes (2007) e densidade populacional de 17,71 hab/km².

## Localização
Localiza-se no sul da província de Ávila.
| Noroeste: Navalosa              | Norte: Navalosa     | Nordeste: Navarrevisca |
| Oeste: San Esteban del Valle    |                     | Este: Mijares          |
| Sudoeste: San Esteban del Valle | Sul: Pedro Bernardo | Sudeste: Mijares       |

## Demografia
| Variação demográfica do município entre 1991 e 2004 | Variação demográfica do município entre 1991 e 2004 | Variação demográfica do município entre 1991 e 2004 | Variação demográfica do município entre 1991 e 2004 |
| --------------------------------------------------- | --------------------------------------------------- | --------------------------------------------------- | --------------------------------------------------- |
| 1991                                                | 1996                                                | 2001                                                | 2004                                                |
| 532                                                 | 453                                                 | 389                                                 | 366                                                 |